# Siedlec (powiat Wolsztyński)
Siedlec is een dorp in het Poolse woiwodschap Groot-Polen, in het district Wolsztyński. De plaats maakt deel uit van de gemeente Siedlec en telt 1200 inwoners.